# Dimitar Ivankov
Dimitar Ivanov Ivankov - Димитър Иванов Иванков, em língua búlgara, mais conhecido como Dimitar Ivankov, ou simplesmente Ivankov, (Sófia, 30 de outubro de 1975), é um ex-futebolista búlgaro que atuava como goleiro. Ele ganhou a Süper Lig com o Bursaspor em 2010.

## Carreira
Nascido em Sófia, Ivankov foi começou nas categorias de base do Levski Sofia, onde atuou por dez temporadas, tendo jogado 275 partidas e marcou 25 gols. Foi campeão do Campeonato Búlgaro em 2000, 2001 e 2002 e venceu a Copa da Bulgária em 1998, 2000, 2002, 2003 e 2005.
Em junho de 2005, ele se transferiu para o Kayserispor da Turquia. No dia 7 de maio de 2008, ele desempenhou um papel vital pelo Kayseri, ajudando a conquistar a Copa da Turquia, defendendo oito penalidades e marcando dois gols. Durante as três temporadas que jogou pelo clube, Ivankov jogou 94 partidas contando pela Süper Lig e marcou nove gols.
Em maio de 2008 a mídia especulou que Ivankov tinha sido procurado pelo clube grego Aris Thessaloniki, mas em 09 de junho de 2008 ele assinou um contrato com o Bursaspor. Pelos Crocodilos verdes, ele marcou um gol decisivo contra o Fenerbahçe nos acréscimos do segundo tempo. Seu gol deu a vitória ao Bursaspor, que venceu por 2-1.
Em março de 2010 ele marcou o 42° gol como sênior na sua carreira, movendo-o para o terceiro lugar da lista de maiores goleiros artilheiros do mundo. Ele é conhecido por sua técnica pouco ortodoxa de fechar os olhos quando corre em direção a bola, e de abri-los somente no momento de bater na bola.
Em 23 de junho de 2011, Ivankov assinou um contrato com o Anorthosis Famagusta do Chipre. Ele foi liberado pelos alviazulinos após menos de dois meses no clube e dois jogos ruins na 3ª pré-eliminatória da UEFA Europa League. Ele foi apontado pela torcida como um dos pivôs da eliminação da UEFA Europa League pelo clube macedônio FK Rabotnički.

## Seleção Nacional
Ivankov ganhou sua primeira chance na seleção búlgara em 1999 e desde então participou de outras 63 partidas pela seleção de seu país. Ele fazia parte da equipe búlgara na Euro 2004 em Portugal, mas ele não jogou uma única partida na competição, já que o veterano Zdravko Zdravkov estava vivendo sua melhor fase e era na época o titular da seleção. Depois da Euro, Ivankov foi escolhido como o novo camisa 1 e titular da seleção.
Em 03 de março de 2010, ele disputou sua última partida pela seleção em um amistoso contra a Polônia.

## Títulos
Levski Sofia
- A PFG (3): 2000, 2001, 2002
- Copa da Bulgária (5): 1998, 2000, 2002, 2003, 2005

Kayserispor
- Copa da Turquia: 2008

Bursaspor
- Süper Lig: 2010